# De Forenede Nederlande
 For alternative betydninger, se Nederlandene (flertydig). (Se også artikler, som begynder med Nederlandene)
De Forenede Nederlande (officielt: Republikken af de syv forenede Nederlande eller provinser) var en europæisk republik, som opstod i 1581 i forbindelse med Firsårskrigen og sluttede ved den franske invasion i 1795. I dag er dette historiske land en del af Nederland. Republikken bestod af syv områder hver med egen regering og stor selvstændighed og et antal "generalitetslande", som blev styret direkte af generalstaterne, som havde deres sæde i Den Haag og bestod af repræsentanter fra hvert område.
Områderne i De Forenede Nederlande var grevskabet Holland, grevskabet Zeeland, dominium Utrecht, hertugdømmet Gelre, dominium Overijssel, Frisland og dominium Groningen. Drenthe havde sin egen regering (ned.: Statenvergadering), men havde ikke stemmeret i Generalstaterne.
| Benelux-landenes historie                                                                                             | |                                           |                                                        |
| Friesland 1024 1528 Stift Utrecht Groningen & Ommelanden 1339 1543 Hertugdømmet Geldern Rigsstift Thorn Grevskab Horn | 1384 1482 Burgundiske Nederlande Fyrstendømmet Stavelot- Malmedy                                                       | 963 1477 Luxembourg                       | 0980 1795 Fyrstbispedømmet Liège Hertugdømmet Bouillon |
| 1482 1581 Habsburgske Nederlande/De sytten provinser                                                                  | |                                           | 0980 1795 Fyrstbispedømmet Liège Hertugdømmet Bouillon |
| 1581 1795 Republikken af de syv forenede Nederlande                                                                   | 1581 - 1795 Sydlige Nederlande                                                                                         | 1581 - 1795 Sydlige Nederlande            | 0980 1795 Fyrstbispedømmet Liège Hertugdømmet Bouillon |
| 1581 1795 Republikken af de syv forenede Nederlande                                                                   | (1581 - 1713) (Spanske Nederlande )                                                                                    |                                           | 0980 1795 Fyrstbispedømmet Liège Hertugdømmet Bouillon |
| 1581 1795 Republikken af de syv forenede Nederlande                                                                   | (1713 - 1790) (Østrigske Nederlande) (1790 - 1790) (De Forenede Belgiske Stater ) (1790 - 1795) (Østrigske Nederlande) |                                           | 0980 1795 Fyrstbispedømmet Liège Hertugdømmet Bouillon |
| 1795 1801 Bataviske Republik                                                                                          | 1795 1804 Første franske republik                                                                                      | 1795 1804 Første franske republik         | 1795 1804 Første franske republik                      |
| 1801 1806 Bataviske Rigsfællesskab                                                                                    | 1795 1804 Første franske republik                                                                                      | 1795 1804 Første franske republik         | 1795 1804 Første franske republik                      |
| 1804 1815 Første franske kejserrige                                                                                   | |                                           |                                                        |
| 1806 1810 Kongeriget Holland                                                                                          | |                                           |                                                        |
| 1810 1813 Første franske kejserrige                                                                                   | |                                           |                                                        |
| 1813 1815 Fyrstendømmet De Forenede Nederlande                                                                        | |                                           |                                                        |
| 1815 1830 Forenede Kongerige Nederlandene                                                                             | 1815 1830 Forenede Kongerige Nederlandene                                                                              | 1815 1830 Forenede Kongerige Nederlandene | 1815 1867 Storhertugdømmet Luxemburg                   |
| 1830 Nederlandene | 1830 Belgien | 1830 Belgien                              | (Det Tyske Forbund)                                    |
| 1830 Nederlandene | 1830 Belgien | 1830 Belgien                              | 1867 Luxembourg                                        |

## Historie
Frem til 1500-tallet bestod Nederlandene (omtrent nutidens Benelux) af en række hertugdømmer, grevskaber og højstifter, de fleste under den tyske kejsers overhøjhed, og under habsburgsk styre. I 1568 ledede Vilhelm 1. af Oranien et oprør mod kong Filip af Spanien på grund af kronens hårde skattepolitik, religiøse forfølgelser og forsøg på politiske reformer. Konflikten, som kaldes Firsårskrigen, blev efterhånden en del af 30-årskrigen og endte formelt med denne i 1648.
I 1579 gik de nordlige provinser sammen om Unionen i Utrecht, en politisk og militær alliance. I 1581 erklærede de deres uafhængighed af den spanske krone ved Afsværgelsesakten. Efter mislykkede forsøg på at tilbyde tronen til hertugen af Anjou, kongen af Frankrig og dronningen af England, blev unionen en republik.
På 1600-tallet var Nederlandene Europas rigeste og højest udviklede stat med et verdensomspændende handelsimperium og Europas største handelsflåde. Den nederlandske guldalder så også store kunstnere som Rembrandt og Vermeer, tænkere som Spinoza og videnskabsmænd som Anton van Leeuwenhoek og Christiaan Huygens.
Storhedstiden sluttede med de mange krige mod England og Frankrig, og fra begyndelsen af 1700-tallet kunne den nederlandske flåde ikke længere måle sig med den engelske. I 1795 blev Nederlandene invaderet af den revolutionære franske republik, og en marionetstat med navnet Den Bataviske Republik blev oprettet. I 1813 blev landet uafhængigt igen, da som kongedømme.